# Elizabethtown (Indiana)
Pour les articles homonymes, voir Elizabethtown.
Elizabethtown est une municipalité américaine située dans le comté de Bartholomew en Indiana.
Lors du recensement de 2010, sa population est de 504 habitants. La municipalité s'étend alors sur une superficie de 0,25 mille carré (0,65 km2).
La localité est fondée en 1845 sur la ligne du chemin de fer en cours de construction entre Madison et Indianapolis. Elle doit son nom à Elisabeth Braham, l'épouse de son fondateur.